# Louis Ségura
Louis Ségura (ur. 23 lipca 1889 w Sidi Bu-l-Abbas w Algierii, zm. w 1963) – francuski gimnastyk, dwukrotny medalista olimpijski.
Dwukrotnie reprezentował barwy Francji na letnich igrzyskach olimpijskich, podczas których zdobył dwa medale: brązowy w 1908 r. w Londynie (w wieloboju indywidualnym) oraz srebrny w 1912 r. w Sztokholmie (również w wieloboju indywidualnym).
W 1907 r. w Pradze zdobył brązowy medal mistrzostw świata w ćwiczeniach na poręczach. W 1909 r. zdobył w Luksemburgu zdobył złoty medal mistrzostw świata w wieloboju drużynowym, natomiast w 1913 r. w Paryżu zdobył srebrny medal mistrzostw świata w wieloboju drużynowym.